# Segebodo Crispin († 1323)

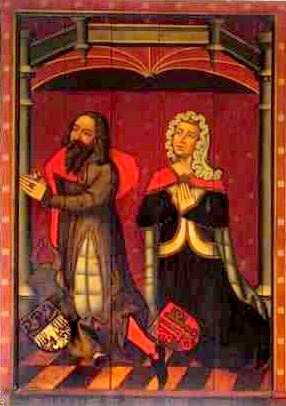
Segebodo Crispin mit seiner ersten Ehefrau, einer geborenen Güstrow

Segebodo Crispin (* um 1250; † 1323) war ein deutscher Bürgermeister der Hansestadt Lübeck.

## Leben
Crispin ist im Jahr 1290 und auch 1297 als Lübecker Kämmereiherr nachgewiesen. Das Amt eines Bürgermeisters bekleidete er von 1301 bis 1323. Allerdings ist seine Anwesenheit in Lübeck für die Jahre von 1318 bis 1321 nicht nachweisbar. Es wird daher vermutet, dass Crispin jenes Mitglied des Lübecker Rates war, das die Gesandtschaftsreise 1318 zu König Ludwig dem Bayern antrat und auf der Rückreise von Graf Konrad von Truhendingen gefangen genommen und erst gegen ein Lösegeld von 200 Mark wieder freigelassen wurde.
Er ist weiter nachgewiesen durch die Beurkundung von Verfügungen über Grundbesitz und Finanztransaktionen.
In erster Ehe war er mit einer geborenen von Güstrow verheiratet, 1294 in zweiter Ehe mit einer Tochter des Bürgermeisters Hinrich Steneke. Das Tafelbild zeigt das v. Güstrowsche Wappen der ersten Ehefrau. Der Ratsherr Segebodo Crispin († 1388) ist sein Enkel.
Die Crispins werden zu den Mitstiftern des Katharinenklosters Lübeck gezählt, dessen Bau sie mit erheblichen Mitteln unterstützten. Das nordöstliche Chorseitenschiff der Katharinenkirche wurde nach neueren Forschungen direkt als Familienkapelle errichtet. Die mittelalterlichen Familienporträts aus dieser Kapelle zeigen neben Segebodo Crispin und seiner Ehefrau mehrere Generationen der Crispins mit ihren Frauen und befinden sich heute in der Mittelaltersammlung des St. Annen-Museums. Die Tafelmalereien wurden nach den Fresken in der Kapelle um 1440 auf die Holzplatten übertragen und 1577 durch den Maler Gregor von Gehrden übermalt. Dabei wurden bei den einzelnen Tafelbildern die Namen der dargestellten Personen verwechselt. Die Zuordnung ist daher nur über die Familienwappen der Ehefrauen möglich.